# 一柳慧
一柳 慧（いちやなぎ とし、1933年2月4日 - 2022年10月7日）は、日本の作曲家、ピアニスト。兵庫県神戸市生まれ。

## 人物
父はチェリストの一柳信二。母は自宅でピアノを教えていた。2歳で東京に転居し初等部から青山学院で学ぶ。若い時から才能を発揮し、ピアノを原智恵子、作曲を平尾貴四男、池内友次郎らに師事。青山学院高等部在学中、1949年から1951年にかけて、毎日音楽コンクール作曲部門で3年連続入賞（うち2回は1位）する。1954年、19歳で渡米し、1957年までニューヨークのジュリアード音楽院で学ぶ。1956年にオノ・ヨーコと結婚（1962年に離婚）。1959年、同地のニュー・スクールでジョン・ケージの講座に参加し、彼の思想に大きく影響を受けたことがきっかけで、図形楽譜や不確定性の音楽を取り入れ、フルクサスなどの前衛芸術活動に参加する。
1961年に帰国。同年8月に大阪で行われた「二十世紀音楽研究所第4回現代音楽祭」を皮切りに、さまざまな演奏会でケージを代表とするアメリカの前衛音楽および自己の作品を紹介し、音楽評論家吉田秀和をして「ケージ・ショック」と言わしめるほどの衝撃を日本の音楽界に与えた。やがて、アメリカの実験音楽のもう一つの流れであるミニマル・ミュージックにも触発され、1968年にスティーヴ・ライヒの「ピアノ・フェーズ」を日本初演した。1972年には「ピアノ・メディア」を発表している。この作品は五線譜で書かれ、不確定性は排除されており、それまでの作風からの転換を示したものである。この頃から、音楽における空間の要素に関心を示すようになった。80年代に入ると尾高賞を4度受賞するなど高い評価を受け、以後、日本を代表する作曲家の一人として活動を続けている。
80年代からは邦楽器のための作品を毎年のように発表し、1990年には東京インターナショナル・ミュージック・アンサンブルを設立するなど、日本の伝統音楽の発信にも力を注いでいる。また、ピアニストとしても精力的に活動し、「危険な夜」をはじめとするケージのプリペアド・ピアノ曲の紹介や自作自演をするほか、ジャズピアニストである山下洋輔とのコラボレーションも行った。
1985年フランス芸術文化勲章受章、1989年毎日芸術賞受賞、1989年京都音楽賞大賞受賞、1999年紫綬褒章受章、2002年サントリー音楽賞受賞、2005年旭日小綬章受章、2006年神奈川文化賞受賞、2008年文化功労者、2017年日本芸術院賞・恩賜賞受賞、2018年文化勲章受章。
2022年10月7日、東京都内の病院で死去。89歳没。叙従三位。

## 主要作品

### オペラ
- 横尾忠則を歌う
- 平泉炎上（1990年）
- モモ（題材はミヒャエル・エンデ、1995年）
- モノオペラ『火の遺言』（1995年）
- 光（2002年）
- 愛の白夜（題材は杉原千畝、2006年）
- 水炎伝説（2007年）
- ハーメルンの笛吹き男（2012年）
- 船弁慶

### 交響曲
11作の交響曲と3作の室内交響曲を作曲した。ただし、作曲年代と交響曲のナンバリングはばらばらであることに注意する必要がある。
- 室内交響曲「タイム･カレント」（1986年）
- 室内交響曲第2番「アンダーカレント」（1993年）
- 交響曲「ベルリン連詩」※第38回（1989年）尾高賞受賞
- 交響曲第2番「アンダーカレント」（1997年）
- 交響曲第3番「交信」（1995年）
- 交響曲第4番「甦る記憶の彼方へ」（1994年）
- 交響曲第5番「熟成する時間」−オペラ「モモ」の主題による−（1997年）
- 交響曲第6番「いまから百年のちに」-ソプラノとオーケストラのための-（2001年）
- 交響曲第7番「イシカワ・パラフレーズ」−岩城宏之の追憶に−（2007年）
- 交響曲第8番「リヴェレーション2011」-室内オーケストラのための-
- 交響曲第8番「リヴェレイション2011」-オーケストラのための-（2012年）
- 交響曲第9番 「ディアスポラ」（2014年）
- 交響曲第10番 「さまざまな想い出の中に」−岩城宏之の追憶に−※第65回（2017年）尾高賞受賞
- 交響曲第11番「φύσις（ピュシス）」(2020年サントリーホール委嘱）

### 協奏曲
- 光の反映 -打楽器とオーケストラのための-（1980年）
- えんげん〜箏とオーケストラのために（1982/86年）
- ヴァイオリン協奏曲「循環する風景」※第32回（1983年）尾高賞受賞
- 時の輪郭 -打楽器とオーケストラのための-（1984年）
- 存立 -オルガンとオーケストラのための-（1989年）
- 箏協奏曲「始原」（1989年）
- 光の空間 -笙、オンド・マルトノ、オーケストラのための-（1991年）
- コスモス･セレモニー -龍笛、笙、オーケストラのための-（1993年）
- 尺八と弦楽オーケストラのための「共存」（1994年）
- オンド･マルトノとオーケストラのための「共存」（1996年）
- コンチェルタート -ハープと室内オーケストラのための-（2004年）
- マリンバ協奏曲（2012年）
- ヴァイオリンと三味線のための二重協奏曲（2021年、遺作）※第70回（2023年）尾高賞受賞

#### ピアノ協奏曲
- ピアノとオーケストラのための「空間の記憶」（ピアノ協奏曲第1番）※第30回（1981年）尾高賞受賞
- ピアノ協奏曲第2番「冬の肖像」※第37回（1988年）尾高賞受賞
- ピアノ協奏曲第3番「分水嶺」（1991年）
- ピアノ協奏曲第4番「JAZZ」（2009年、山下洋輔とのコラボレーション）
- ピアノ協奏曲第5番「フィンランド」ー左手のためのー（2012年）
- ピアノ協奏曲第6番 「禅 – ZEN −」（2016年）

### 管弦楽曲
- 「アップ･トゥ･デイト･アプローズ」 -オーケストラ、グループ・サウンズおよびテープのための-（1968年）
- 「インタースペース」 -弦楽オーケストラのための-（1987年、弦楽四重奏曲第2番《インタースペース》終楽章の弦楽オーケストラ編曲版）
- 交響的断章「京都」（1989年）
- 環境からの声（1989年）
- オーケストラのための 「共存」（1997年）
- オーケストラのための「架橋」（2001年）
- 「ビトゥイーン・スペース・アンド・タイム」 -室内オーケストラのための-（2001年）
- 音に還る（2002年）
- コンチェルティーノ−Time Revival−（2018-19年）

### 吹奏楽
- ナグズヘッドの追憶（2003年)
- Poem Rhythmic for Wind Ensemble（2008年）

### 室内楽曲
- 弦楽器のために 第1、第2
- 弦楽四重奏曲1-3番（これらとは別に、1957年に弦楽四重奏曲が書かれている）
- シーンズ I - V
- パガニーニ・パーソナル（マリンバ、ピアノ。マリンバと管弦楽版、岩城宏之の作詞、編曲による合唱版もある）
- 時の佇い I - IV
- リズム・グラデーション
- オーボエとピアノのための「雲の経」(Cloud Figures)
- パースペクティヴ - 能舞、フルート、ヴァイオリン、ヴィオラ、チェロ、打楽器、電子音楽のための（1978年）
- 「風の色合い」1980 フルート独奏のために
- ピアノ五重奏曲「プラーナ」（1985年）
- トリオ・ウェブスター（クラリネット、フルート、ピアノ）（2008年）
- 変容する空間 - ハープとエレクトロニクスのための（2009年）

### 鍵盤楽器曲（特に明記しない限り、ピアノソロ）
- ピアノ音楽第1-第7 （1959-61年）
- ピアノ・メディア（1972年）
- ピアノ組曲「美の美」（1975年）
- タイム・シークエンス（1976年）
- 2つの存在（2台ピアノ）（1980年）
- 雲の表情I、II、III、IV『雲の澪』、V『雲霓(うんげい)』、VI『雲の瀑』、VII『雲の錦』、VIII『久毛波那礼（くもばなれ）』、IX『雲の潮』、X『雲・空間』（1984-99年）
- インター・コンツェルト（1987年）
- ピアノ・ネイチャー（1989年）
- 限りなき湧水（1990年）
- 幻想曲（オルガン）（1992年）
- イン・メモリー・オブ・ジョン・ケージ（1992-93年）
- 想像の風景（1995年）
- ピアノ・スペース（2001年）
- ピアノ・ポエム（2003年）
- ピアノ・クラフト（2010年）
- ソナチネ（2010年）
- 厳粛なワルツ（2012年）

### 合唱曲
- Extended Voices（合唱、電子音楽）（1967年）
- 児童合唱のための「ヴォイスフィールド」（1973年）
- 子供の十字軍（無伴奏混声合唱）（1983年）
- 鎮魂歌（レクイエム）（1985年）
- 「満月の夜の会話」おたまじゃくし4、5匹（1986年）
- 女声合唱と笙のための「朝の頌歌」（1991年）
- 混声合唱のための「渇望」（1992年）
- 「光のとりで 風の城」（1992年）
- 混声合唱とチェロのための「詩の中の風景」（1994年）
- 空に小鳥がいなくなった日（1995年）
- 混声合唱とフルートのための「魔法としての言葉」（1997年）
- 混声合唱とヴィオラのための「ふるさとの星」
- 無伴奏混声合唱のための「詩の中の風景II」（1998年）
- 「三つのうた」（1999年）
- 混声合唱とピアノのための「ミチザネの讃岐」（2001年）
- 混声合唱のための舞台作品「水炎伝説」（2005年）
- 混声合唱とピアノのための「未来へ」（2008年）
- 混声合唱とピアノのための「特別な朝」（2008年）

### 電子音楽など
- 電気メトロノームのための音楽（1960年）
- パラレル・ミュージック（1962年）
- 空（1965年）
- 東京1969（1969年）
- ミュージック・フォー・リヴィング・スペース（1969年）大阪万国博覧会‘70、テーマ館のための音楽
- マンダラマ（1969年）大阪万国博覧会‘70、テーマ館のための音楽
- シアター･ミュージック（1969年）大阪万国博覧会‘70、タカラ・ビューティリオンのための音楽
- 環境音楽第1･第2･第3（1970年）大阪万国博覧会‘70、おまつり広場のための音楽
- ザ･ワールド（1975年）

### 映画音楽
- おとし穴（1962年、勅使河原宏監督）

- 太陽の糸 (1963年、黒木和男 東陽一監督、東洋レーヨンプロモーション映画)
- 水で書かれた物語（1965年、吉田喜重監督）
- エロス+虐殺（1970年、吉田喜重監督）
- 告白的女優論（1971年、吉田喜重監督）
- エクスパンション〈拡張〉（1972年、松本俊夫監督）
- 戒厳令（1973年、吉田喜重監督）
- 色即是空（1975年、松本俊夫監督）
- BIG-1物語 王貞治（1977年、吉田喜重監督）
- 純（1980年、横山博人監督）
- ざ・鬼太鼓座（1981年、加藤泰監督）
- 湾岸道路（1984年、東陽一監督）
- 沙耶のいる透視図（1986年、和泉聖治監督）

### テレビ音楽
- 判事よ自らを裁け（1961年、TBS）- 一柳が手がけた最初のテレビ向け作品
- 透明な季節　僕が愛した帝国軍人の妻　バンザイ！　あのポケゴリが死んだ（1982年、テレビ朝日）※藤田敏八監督の演出作
- 翔ぶが如く（1990年、NHK大河ドラマ）
- 鏡は眠らない（1997年、NHKドラマ）
- カリキュラマシーン（日本テレビ）

## 著書
- 『音を聴く－音楽の明日を考える』（岩波書店、1984年）
- 『音楽という営み』（NTT出版、1998年）
- 『一柳慧 現代音楽を超えて』（平凡社、2016年）